# سيلينة ثنائية التفرع
السيلينة ثناثية التفرع (باللاتينية: Silene dichotoma) نوع نباتي يتبع جنس السيلينة من الفصيلة القرنفلية.

## الموئل والانتشار
موطنها بلاد الشام والمغرب العربي وقبرص وتركيا ومعظم مناطق أوروبا.

## مرادفات للاسم العلمي
- (باللاتينية: Silene mathei Pénzes)
- (باللاتينية: Silene racemosa Otth)
- (باللاتينية: Silene sibthorpiana Rchb.)
- (باللاتينية: Silene trinervis Banks & Sol.)
- (باللاتينية: Silene dichotoma subsp. praedichotoma (P. Candargy) Rech. f.)
- (باللاتينية: Silene dichotoma subsp. racemosa (Otth) Graebn.)
- (باللاتينية: Silene dichotoma subsp. sibthorpiana (Rchb.) Rech. f.)